# Бевилле, Монте
Монте Бевилле (англ. Henry Monte Beville; 24 февраля 1875 года в Даблине, штат Индиана, США — 24 января 1955 года в Гранд-Рапидсе, штат Мичиган, США) — американский бейсболист.
Монте Бевилле не учился в колледже.
В профессиональных бейсбольных клубах Монте Бевилле играл с 1896 года по 1909 год включительно.
В Главной лиге бейсбола играл с 1903 года по 1904 год на позициях кэтчер и игрок первой базы. Первая игра в главной лиге состоялась 24 апреля 1903 года. Он играл за «Нью-Йорк Хайлендерс» (в самой первой команде созданного в 1903 году клуба). Большую часть игр 1904 года в Главной лиге бейсбола Монти Бевилле играл за «Детройт Тайгерс» . В играх ГЛБ Монте Бевилле набрал 203 процента реализации и совершил 44 RBI. В последний раз Монте Бевилле сыграл в главной лиге 8 октября 1904 года.
В 1940 году Монти Бевилле жил со своей женой Дженни (англ. Jennie Beville, которая родилась в 1885 году в Мичигане) в городе Гранд-Рапидс (Мичиган, США).
Умер Монти Бевилле 24 января 1955 года в возрасте 79 лет в Гранд-Рапидсе (штат Мичиган). Похоронен Монте Бевилле на кладбище Оаквуд (англ. Oakwood) в Мускегон (англ. Muskegon, Michigan) (штат Мичиган, США). Его жена умерла 2 июля 1959 года и похоронена на том же кладбище.